# 링허구

링허구(한국어: 능하구, 중국어: 凌河区, 병음: Línghé Qū)는 중화인민공화국 랴오닝성 진저우시의 행정 구역이다. 넓이는 48km2이고, 인구는 2007년 기준으로 450,000명이다.

## 행정 구역
11개 가도를 관할한다.
- 가도: 正大街道, 龙江街道, 马家街道, 百股街道, 铁新街道, 康宁街道, 凌安街道, 菊园街道, 锦铁街道, 榴花街道, 石桥子街道.